# Жалгизтальський сільський округ
Жалгизта́льський сільський округ (каз. Жалғызтал ауылдық округі, рос. Жалгызтальский сельский округ) — адміністративна одиниця у складі Аркалицької міської адміністрації Костанайської області Казахстану. Адміністративний центр та єдиний населений пункт — село Жалгизтал.
Населення — 249 осіб (2021; 386 у 2009, 624 у 1999, 1180 у 1989).
Станом на 1989 рік існувала Ковильна сільська рада (село Ковильне) у складі Аркалицького району.